# Mörk vedstrit
Mörk vedstrit (Cixidia confinis) är en insektsart som först beskrevs av Zetterstedt 1828.  Mörk vedstrit ingår i släktet Cixidia och familjen vedstritar. Arten är reproducerande i Sverige. Inga underarter finns listade i Catalogue of Life.